# Роняно
Роня̀но (на италиански: Rognano; на ломбардски: Rognän, Руниен) е село и община в Северна Италия, провинция Павия, регион Ломбардия. Разположено е на 95 m надморска височина. Населението на общината е 644 души (към 2017 г.).